# Effet lotus

Image générée par ordinateur de l'effet lotus avec trois gouttes d'eau reposant sur les micro-structures

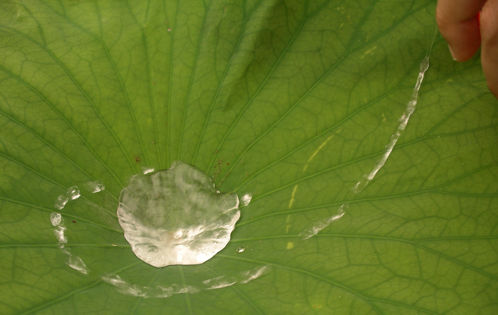
Eau s'écoulant à la surface d'une feuille de lotus

Pour un article plus général, voir Superhydrophobe.
Pour les articles homonymes, voir Lotus.
L'effet lotus appelé aussi autonettoyage de la feuille, est un phénomène de superhydrophobie causé par une rugosité nanométrique. Son nom provient du lotus (Nelumbo spp.), dont les feuilles présentent cette caractéristique. D’autres plantes, comme les feuilles de capucine (Tropaeolum spp.), de chou, de roseau (Phragmites spp.), de taro (Colocasia esculenta) ou de l'ancolie (Aguilegia spp.), et certains animaux (par exemple les plumes des oiseaux aquatiques), notamment des insectes, montrent le même comportement. L'effet lotus confère à la surface des capacités autonettoyantes : en s'écoulant, les gouttes d'eau emportent avec elles les particules de poussières qui réduiraient la capacité photosynthétique d'une feuille (les gouttes d'eau bloquent l'accès du CO2 aux stomates et les poussières absorbent la lumière visible qui permet de faire la photosynthèse). La faculté d’autonettoyage des surfaces hydrophobes à structure microscopique et nanoscopique a été découverte dans les années 1970 et son application aux produits biomimétiques remonte au milieu des années 1990.

## Principe de fonctionnement

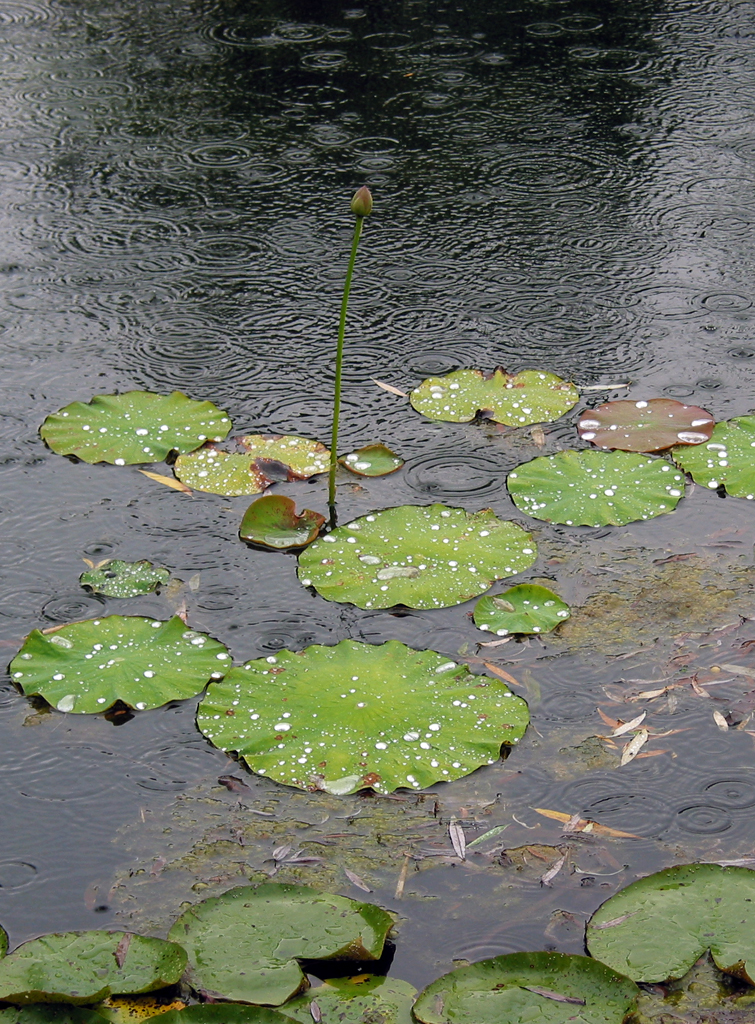
Feuilles de lotus sous la pluie
À la surface des feuilles de lotus se forment des gouttes d'eau brillantes et argentées (milieu de la photo), les feuilles d'un nénuphar (Nymphaea sp.) (à l'avant de la photo) sont complètement mouillées.

1.    En raison de leur haute tension superficielle, les gouttes d’eau ont tendance à rétrécir leur surface et par conséquent à atteindre une forme sphérique.
Au contact d’une surface, les forces d’adhérence des gouttes à la surface sont telles, qu'elles conduisent à l’humectage de celle-ci. En fonction de la texture de la surface et selon la tension superficielle des gouttes du liquide, on peut trouver un humectage complet comme un humectage partiel.

Différence entre une surface de verre normale et une surface de verre hydrophobe

2.     L’origine de l’autonettoyage réside dans une double structure hydrophobe de la surface. Grâce à celle-ci, la surface de contact, et avec elle la force d’adhérence entre surface et eau ou particules de saleté, est si réduite que cela aboutit à un autonettoyage.
La double structure est formée d'un épiderme. La couche extérieure s'appelle la cuticule où il y a une couche de cire. L'épiderme de la feuille forme des papilles de quelques microns sur lesquelles reposent les cires. Cette couche de cire est hydrophobe et forme la deuxième partie de la double structure.
3.     De cette façon, l’eau ne peut plus parvenir jusque dans les interstices de la surface de la feuille, ce qui a pour conséquence que les points de contact entre eau et surface sont diminués de façon drastique.
4.      On définit le mouillage d’un matériau en observant l’angle de contact de ce dernier avec une goutte d’eau. Lorsque cet angle est supérieur à 90° (généralement entre 90° et 120°), la surface est hydrophobe (la surface de contact entre l’eau et le matériau est faible) et lorsqu'il est inférieur à 90°, la surface est hydrophile (la surface de contact entre l’eau et le matériau est élevée). 
5.       La tension superficielle des solutions aqueuses étant d’une signification primordiale pour la réduction de la surface de contact, on comprend bien que l’autonettoyage sous cette forme ne peut pas se produire dans le cas de solvants fortement adhérents, c’est-à-dire que de telles surfaces ne constituent pas de protection contre les graffitis.
6.        Pour la plante, la signification biologique de cet effet autonettoyant réside en la protection contre une colonisation par des microorganismes, des agents pathogènes ou bien des germes comme les champignons ou encore la prolifération d’algues.
7.         Il en va de mêmes façons pour les animaux comme les papillons, les libellules et autres insectes qui n’arrivent pas à nettoyer toutes les parties de leur corps à l’aide de leurs seules pattes.
8.          Un autre avantage de l’effet autonettoyant est de prévenir la salissure qui pourrait empêcher la pénétration de la lumière, et avec elle la photosynthèse, et pourrait aussi obstruer les stomates.

## Objet industriel
Dans le cas d’autonettoyage par des surfaces microscopiques et nanoscopiques superhydrophobes, il s’agit d’un phénomène purement chimico-physique que l’on peut appliquer de façon biomimétique à des surfaces techniques. Le premier produit commercial a été en 1999 la peinture autonettoyante pour façades (Lotusan®). Entre-temps il existe avec ce seul produit environ 50 000 bâtiments de par le monde qui ont été enduits de “revêtements-Lotus”.
Les verres autonettoyants constituent un autre domaine d’utilisation : ils ont été installés dans les capteurs optiques situés aux péages des autoroutes allemandes. La Société EVONIK AG a, quant à elle, développé des prototypes de laques et de matières plastiques. 
Une entreprise textile italienne a appliqué le principe de l'effet lotus à des tissus.
La publicité utilise souvent à dessein la dénomination mensongère “easy to clean “ (facile à nettoyer) pour des surfaces qui n’ont rien à voir avec les surfaces autonettoyantes d’après le principe du lotus.

## Historique
Bien que le phénomène de l’autonettoyage du lotus soit connu en Asie depuis au moins 2000 ans (le lotus est entre autres le symbole de la pureté dans la religion bouddhique), ce n’est que depuis le début des années 70, avec l’introduction du microscope électronique, que le phénomène lotus a été étudié par le botaniste Wilhelm Barthlott (Barthlott et Ehler, 1977; Barthlott et Wollenweber, 1982; Barthlott, 1992). À l’origine, les travaux ont été surtout conduits sur la capucine. La première analyse scientifique fondamentale eut lieu sur les feuilles de lotus (Barthlott et Neinhuis, 1997). Dans le milieu des années 1990, ces deux auteurs réussirent également la première transposition sur des prototypes techniques et les premières coopérations industrielles virent le jour. Les procédés sont brevetés. Depuis la fin des années 1990, ce sont avant tout des scientifiques en physique et science des matériaux qui ont exploré ce phénomène de façon intensive et il existe entre-temps une littérature extrêmement importante ainsi que des douzaines de brevets qui découlent du brevet Lotus-Effekt®. 
Pour le décodage du principe de fonctionnement des surfaces autonettoyantes du lotus et son application en matière de produits techniques, les travaux de Wilhelm Barthlott ont été récompensés par de nombreux prix (Prix Karl-Heinz-Beckurts en 1997, nomination pour le “Prix allemand du Président de la République” en 1998, Prix de la recherche de la Fondation Philip Morris en 1999, Prix allemand de l’environnement en 1999, Prix de l’Innovation du Ministère Fédéral de l’Education et de la Recherche en 2005 entre autres).

## Littérature
- Barthlott, W. & Ehler, N. (1977): Raster-Elektronenmikroskopie der Epidermis-Oberflächen von Spermatophyten. Trop. subtrop. Pflanzenwelt 19, Akad. Wiss. Lit. Mainz. F. Steiner Verlag, Stuttgart, 110
- Barthlott, W. (1990): Scanning electron microscopy of the epidermal surface in plants. In: Claugher, D. (ed.) Application of the scanning EM in taxonomy and functional morphology. Systematics Association's Special Volume. Clarendon Press, Oxford, 69-94
- Barthlott, W. & Neinhuis, C. (1997): Purity of the sacred lotus, or escape from contamination in biological surfaces. Planta 202, 1-8
- Cerman, Z., Stosch, A. K. & Barthlott, W. (2004): Der Lotus-Effekt®. Selbstreinigende Oberflächen und ihre Übertragung in die Technik. Biologie in unserer Zeit 5: 290-296
- Forbes, P. (2005): The Gecko’s Foot, Bio-inspiration – Engineering New Materials and devices from Nature. Fourth Estate, London, 272 p
- Forbes, P. (2008): Self-Cleaning Materials. Scientific American, Vol. 299 No. 2, 67-75
- Guillot, A., Meyer, J.-A. (2008): La bionique - Quand la science imite la Nature, Dunod, Paris  (ISBN 978-2-10-050635-4)
- Herminghaus, S. (2000): Roughness-induced non-wetting. Europhysics Letters 52, 165-170
- Koch, K., Bhushan, B. & Barthlott, W. (2008): Diversity of structure, Morphology and Wetting of Plant Surfaces. Soft matter, in press
- Lafuma, A. & Quéré, D. (2003): Superhydrophobic states. Nature Materials 2, 457-460
- Neinhuis, C. & Barthlott, W. (1997): Characterization and distribution of water-repellent, self-cleaning plant surfaces. Annals of Botany. 79, 667-677
- Reyssat, M., Quéré, D. (2006): L'effet lotus. Pour la science, septembre 2006, 34-40
- Solga, A., Cerman, Z., Striffler, B. F., Spaeth, M. & Barthlott, W. (2007): The dream of staying clean: Lotus and biomimetic surfaces. Bioinspiration & Biomimetics 2, 1-9
- von Baeyer, H. C. (2000): The Lotus Effect. The Sciences, 12-15